# スケートリーディング☆スターズ
『スケートリーディング☆スターズ』（Skate-Leading Stars）は、J.C.STAFFによる日本のテレビアニメ。架空のフィギュアスケート団体競技「スケートリーディング」に打ち込む高校生たちを描くオリジナルアニメ作品である。2021年1月から3月までTOKYO MXほかにて放送された。
当初は2020年7月からの放送を予定していたが、新型コロナウイルスの影響で放送延期となった。2020年12月27日より海外の配信サイトにて先行配信。

## 登場人物
声はテレビアニメの担当声優。演は舞台の担当俳優。

### 主要人物
前島 絢晴（まえしま けんせい）
声 - 内田雄馬、小市眞琴（幼少期） / 演 - 長江崚行
1年生。
流石井 隼人（さすがい はやと）
声 - 古川慎  / 演 - 正木郁
1年生。
篠崎 怜鳳（しおざき れお）
声 - 神谷浩史、島袋美由利（幼少期） / 演 - 前嶋曜
1年生。
寺内正太郎（てらうち しょうたろう）
声 - 日野聡 / 演 - 上田悠介
3年生。
桐山樹（きりやま いつき）
声 - 前野智昭 / 演 - 塚本凌生
3年生。
望月雪光（もちづき ゆきみつ）
声 - 花江夏樹 / 演 - 三橋かおる
2年生。
望月暁光（もちづき あきみつ）
声 - 土田玲央 / 演 - 樋口裕太
3年生。
城ノ内颯太（じょうのうち そうた）
声 - 千葉翔也 / 演 - 髙松アロハ
2年生。
姫川泉澄（ひめかわ いずみ）
声 - 梅原裕一郎 / 演 - 校條拳太朗
1年生。
窪田智之（くぼた ともゆき）
声 - 佐藤元 / 演 - 白石康介
1年生。
氷室泰冴（ひむろ たいが）
声 - 小野友樹 / 演 - 鷲尾修斗
3年生。
倉吉虎之助（くらよし とらのすけ）
声 - 竹田海渡 / 演 - 飯塚智基
1年生。
久遠寺夢空（くおんじ のあ）
声 - 斉藤壮馬 / 演 - 上仁樹
1年生。
石川一（いしかわ はじめ）
声 - 野島裕史
3年生。
石川二（いしかわ すすむ）
声 - 野島健児
3年生。

### 戌尾ノ台高校
安達拓海（あだち たくみ）
声 - 三上哲 / 演 - 成松慶彦
監督。

### 聖クラヴィス学院高校
道長悠馬（みちなが ゆうま）
声 - 田丸篤志 / 演 - 吉田邑樹
2年生。
山下竜也（やました たつや）
声 - 榎木淳弥 / 演 - 咲太朗、伊東征哉 
2年生。

### 弧ヶ原高校
味方正嗣（あじかた まさつぐ）
声 - 土岐隼一
2年生。
朱盆佑（しゅのぼん たすく）
声 - 市川蒼
2年生。
佐藤優樹（さとう ゆき）
声 - 坂泰斗
3年生。
五十嵐駿（いがらし しゅん）
声 - 安田陸矢
3年生。
熊田啓司（くまだ けいじ）
声 - 魚建
監督。

### 横浜スーパーグローバルハイスクール
花野唯織（はなの いおり）
声 - 石谷春貴
1年生。
御門万里（みかど ばんり）
声 - 山下誠一郎
1年生。
洲崎翔（すざき かける）
声 - 小林大紀
1年生。
蓮城ルイ（れんじょう るい）
声 - 水中雅章
1年生。

### 中帝大付属上前津高校
鈴木康晴（すずき やすはる）
声 - 無し
3年生。
雲宝賢人（うんぽう けんと）
声 - 鈴木崚汰
3年生。
鬼頭正巳（きとう まさみ）
声 - 広瀬裕也
3年生。
石川元（いしかわ げん）
声 - 野島昭生
監督。

### その他
三浦貴匡（みうら たかまさ）
声 - 東地宏樹
記者。
阿部
声 - 中原麻衣
山田
声 - 坂田将吾
寺東
声 - 小林千晃
入江
声 - 梶原岳人
関田
声 - 千葉一伸

## スタッフ
- 原作 - 谷口悟朗、バンダイナムコアーツ、J.C.STAFF[5]
- 総監督 - 谷口悟朗[5]
- 監督 - 福島利規[5]
- シリーズ構成・シナリオ - 木村暢[5]
- キャラクターデザイン原案 - 枢やな[5]
- キャラクターデザイン - 伊東葉子[5]
- 衣装デザイン原案 - オサレカンパニー[5]
- 美術監督 - 奥村泰浩[5]
- 美術設定 - 水谷利春、奥村泰浩、泉寛、鈴木朗
- 色彩設計 - 店橋真弓[5]
- 撮影監督 - 廣瀬唯希[5]
- 編集 - 瀧川三智[5]
- 音響監督 - 明田川仁[5]
- 音楽 - 高橋諒[5]
- 音楽プロデューサー - 関根陽一
- 振付・パフォーマンスディレクター - TETSU[5]
- 共同振付 - 小林宏一[5]
- プロデュース - 松倉友二
- プロデューサー - 遠藤直子、庄司夕紀、西川和良、小松亜佐美、白石容子、長谷川嘉範、大和田智之、前田俊博
- アニメーション制作プロデューサー - 岡田耕二
- アニメーション制作 - J.C.STAFF[5]
- 製作 - スケートリーディングスターズ製作委員会

## 主題歌
「Chase the core」
佐久間貴生によるオープニングテーマ。作詞・作曲・編曲はR・O・N。
「JUMP」
仲村宗悟によるエンディングテーマ。作詞は仲村、作曲は片山義美、編曲は村山☆潤。

## 各話リスト
| 話数   | サブタイトル | 絵コンテ            | スケートパートコンテ | 演出                | 作画監督                                                                                         | 総作画監督 | 初放送日       |
| ------ | ------------ | ------------------- | -------------------- | ------------------- | ------------------------------------------------------------------------------------------------ | ---------- | -------------- |
| 第1話  | 盟約         | 谷口悟朗            | 福島利規 なかの☆陽   | 野上良之            | 伊東葉子 林信秀 河野直人 畠山佳苗 植竹康彦                                                       | 伊東葉子   | 2021年 1月10日 |
| 第2話  | ブランク     | 杉島邦久            | 福島利規             | 清水一伸            | 河野直人 中林蘭子 宮口久美 中熊太一                                                              | 小松沙奈   | 1月17日        |
| 第3話  | 自己中       | 塚田拓郎            | 福島利規             | 野上良之            | 冨田収子 宮口久美 中村真悟 前原薫                                                                | 伊東葉子   | 1月24日        |
| 第4話  | 触発         | 杉島邦久            | -                    | ウヱノ史博 堺ムサシ | 松本勝次 菅振宇 李少雷 金海淑                                                                    | 小松沙奈   | 1月31日        |
| 第5話  | 絆           | 鈴木行 谷口悟朗     | -                    | 粟井重紀            | 鈴木彩乃 西野佳佑 二宮奈那子 中村真悟 趙暁昕 アラタハヤト 粟井重紀 奥野浩行                      | 伊東葉子   | 2月7日         |
| 第6話  | 逡巡         | 佐山聖子            | 福島利規             | 小林彩              | 小松沙奈 鈴木彩乃 中山由美 舘崎大 河野直人 植竹康彦 永井里奈 森悦史                              | 小松沙奈   | 2月14日        |
| 第7話  | 決断         | 杉島邦久            | 福島利規             | 前屋俊広            | 桝井一平 山本径子                                                                                | 冨田収子   | 2月21日        |
| 第8話  | 王者         | 森川さやか          | 福島利規             | 野上良之            | 中熊太一 中林蘭子 河野直人 宮口久美 佐々木綾                                                     | 伊東葉子   | 2月28日        |
| 第9話  | ワンリード   | 中原れい 宮浦栗生   | 福島利規             | 秋田谷典昭          | 西野佳佑 都築裕佳子 Lee Bu-hee                                                                   | 小松沙奈   | 3月7日         |
| 第10話 | ファイナル   | 杉島邦久 森川さやか | -                    | 粟井重紀            | 桝井一平 山本径子                                                                                | 冨田収子   | 3月14日        |
| 第11話 | 完全         | 福島利規            | -                    | 小林彩              | 西川絵奈 鈴木彩乃 小野和美 都築裕佳子 小川浩司 アラタハヤト 村上雄 高橋みか 西野佳佑 趙暁昕 ENGI | 小松沙奈   | 3月21日        |
| 第12話 | 盟友         | 谷口悟朗            | 福島利規             | 野上良之            | 中林蘭子 佐々木綾 二宮奈那子 三沢聖也 宮口久美                                                   | 伊東葉子   | 3月28日        |

## 放送局
| 放送期間                | 放送時間                     | 放送局   | 対象地域   | 備考                                 |
| ----------------------- | ---------------------------- | -------- | ---------- | ------------------------------------ |
| 2021年1月10日 - 3月28日 | 日曜 22:30 - 23:00           | TOKYO MX | 東京都     |                                      |
| 2021年1月13日 - 3月31日 | 水曜 0:00 - 0:30（火曜深夜） | BS11     | 日本全域   | 製作参加 / BS放送 / 『ANIME+』枠     |
|                         | 水曜 2:30 - 3:00（火曜深夜） | 毎日放送 | 近畿広域圏 | 製作参加 / 『アニメ特区』第1部       |
| 2021年2月1日 -          | 月曜 20:30 - 21:00           | AT-X     | 日本全域   | CS放送 / 字幕放送 / リピート放送あり |

| 配信開始日                                                   | 配信時間        | 配信サイト |
| ------------------------------------------------------------ | --------------- | --- |
| 2021年1月10日                                                | 日曜 23:00 更新 | dアニメストア U-NEXT Amazonプライム・ビデオ あにてれ MBS動画イズム ココロビデオ J:COMオンデマンド TSUTAYA TV TELASA HAPPY!動画 バンダイチャンネル ひかりTV ビデオマーケット milplus music.jp Rakuten TV |
| 2021年1月13日                                                | 水曜 12:00 更新 | ABEMA Hulu TVer |
| 一部サービスではキャストコメント映像付きver.を期間限定配信。 |                 | |

## BD / DVD
| 巻 | 発売日        | 収録話          | 規格品番  | 規格品番       | 規格品番  | 規格品番        |
| 巻 | 発売日        | 収録話          | 特装版BD  | A-on STORE版BD | 特装版DVD | A-on STORE版DVD |
| -- | ------------- | --------------- | --------- | -------------- | --------- | --------------- |
| 1  | 2021年3月26日 | 第1話 - 第2話   | BCXA-1540 | BCXM-1597      | BCBA-5000 | BCBM-5025       |
| 2  | 2021年4月27日 | 第3話 - 第4話   | BCXA-1541 | BCXM-1598      | BCBA-5001 | BCBM-5026       |
| 3  | 2021年5月26日 | 第5話 - 第6話   | BCXA-1542 | BCXM-1599      | BCBA-5002 | BCBM-5027       |
| 4  | 2021年6月25日 | 第7話 - 第8話   | BCXA-1543 | BCXM-1600      | BCBA-5003 | BCBM-5028       |
| 5  | 2021年7月28日 | 第9話 - 第10話  | BCXA-1544 | BCXM-1601      | BCBA-5004 | BCBM-5029       |
| 6  | 2021年8月27日 | 第11話 - 第12話 | BCXA-1545 | BCXM-1602      | BCBA-5005 | BCBM-5030       |

## 漫画
『月刊Gファンタジー』（スクウェア・エニックス）にて、2021年1月号から2022年4月号まで連載。TEAM SLSの原作により、枢やながキャラクター原案を務め、構成は長岡千秋、作画は澄生澄佳が担当している。
- TEAM SLS（原作）・枢やな（キャラクターデザイン）・長岡千秋（構成）・澄生澄佳（作画）『スケートリーディング☆スターズ』スクウェア・エニックス〈Gファンタジーコミックス〉、全2巻
  1. 2021年3月27日発売[17][18]、ISBN 978-4-7575-7177-8
  2. 2022年5月27日発売[19]、ISBN 978-4-7575-7937-8

## 舞台
LIVE STAGE「スケートリーディング☆スターズ」が2021年10月22日から31日まで品川プリンスホテル ステラボ－ルにて上演された。
キャスト
- アンサンブルキャスト - 仲田祥司、山口渓、安久真修、平澤佑樹、工藤純一朗、松崎友洸

スタッフ
- 原作 - 谷口悟朗、バンダイナムコアーツ、J.C.STAFF
- 脚本・演出 - 米山和仁（劇団ホチキス）
- 宣伝美術 - 水野沙弥香（Gene & Fred）
- 企画・プロデュース - 4cu
- 主催 - 舞台「スケートリーディング☆スターズ」製作委員会